# نیل شون
نیل شون (انگلیسی: Neal Schon؛ زادهٔ ۲۷ فوریهٔ ۱۹۵۴) گیتارنواز اهل ایالات متحده آمریکا است. وی از سال ۱۹۶۸ میلادی تاکنون مشغول فعالیت بوده است.
وی همچنین برندهٔ جوایزی همچون تالار مشاهیر راک اند رول شده است.